# Spanischer Stiefel

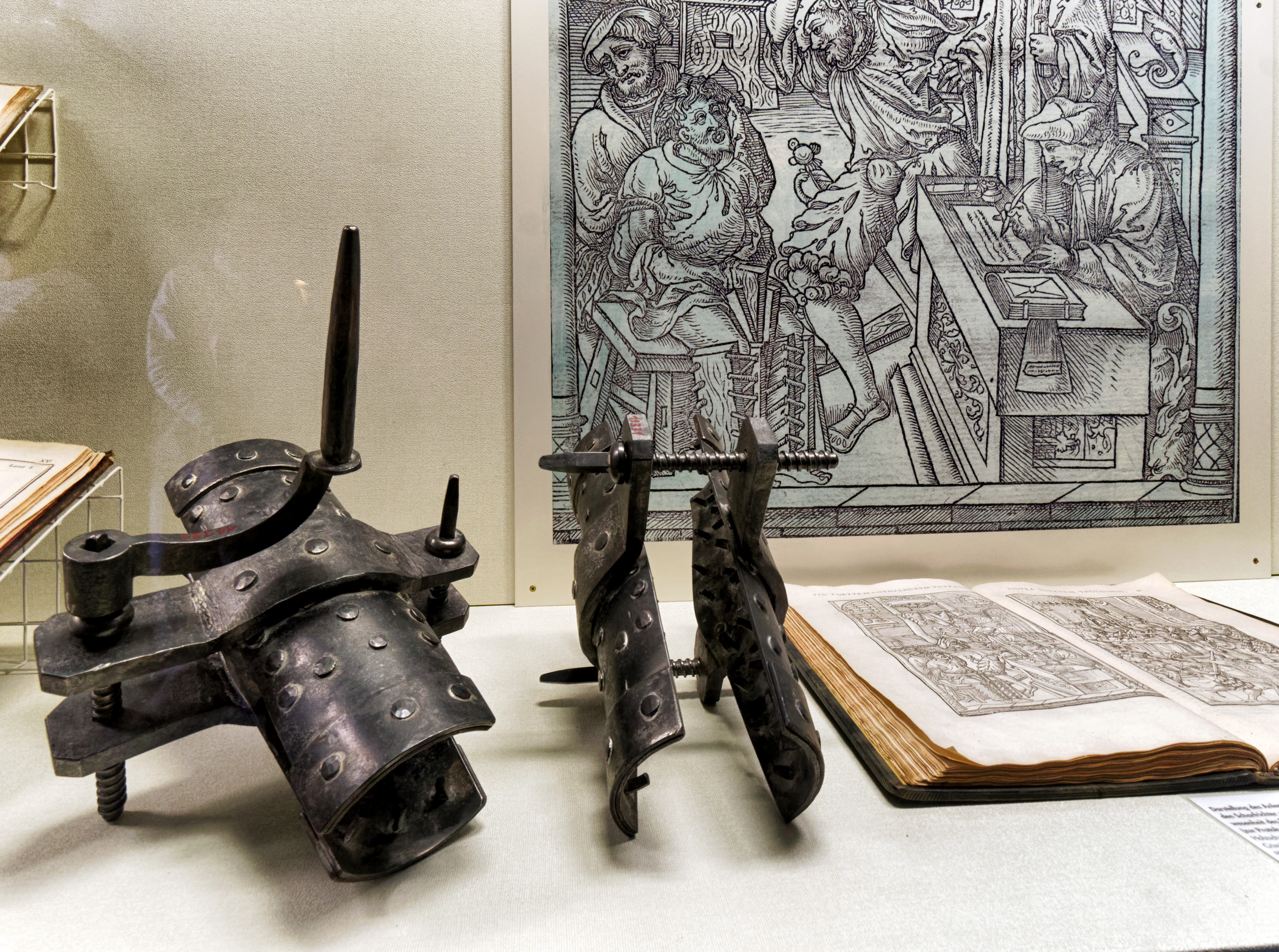
Spanische Stiefel im Mittelalterlichen Kriminalmuseum Rothenburg ob der Tauber.

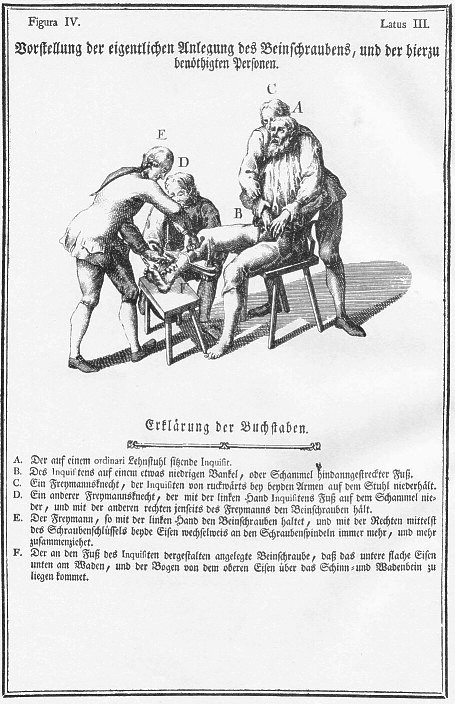
Anlegen einer Beinschraube. Abbildung aus der Constitutio Criminalis Theresiana

Ein Spanischer Stiefel, Schraubstiefel oder Beinschraube ist ein spätmittelalterlich-frühneuzeitliches Folterinstrument, das bei der peinlichen Befragung eingesetzt wurde. Es diente dazu, Geständnisse zu erpressen, und gehörte somit zu den gebräuchlichen Mitteln der sogenannten Wahrheitsfindung.
Die Beinschraube bestand meist aus zwei Eisenplatten, deren Form dem Unterschenkelquerschnitt angepasst war. Diese wurden links- und rechtsseitig des Unterschenkels an diesen angelegt und dann mit Hilfe seitlich angebrachter Gewindestäbe zusammengepresst. Bei einfacheren Modellen wurde ein Holzklotz verwendet, der mit Eisenschienen beschlagen war, die wiederum an Gewindestäben geführt wurden. Manche Versionen dienten dazu, lediglich den Fuß einzuspannen.
Die besondere Schmerzhaftigkeit einer Anwendung des Spanischen Stiefels beruht auf der anatomisch sehr oberflächennahen Lage des Schienbeins an der Unterschenkelvorderseite und je nach der Höhe, in der das Instrument am Unterschenkel angelegt wurde, auch des Wadenbeins an der Unterschenkelaußenseite, den Überzug der Knochen mit sehr schmerzempflindlicher Knochenhaut (Periost), die nur gering ausgeprägten Weichteilschichten zwischen der Haut und den knöchernen Strukturen (Unterhautfettgewebe, Bindegewebe, Muskulatur), so dass der durch die angezogenen Gewindestäbe ausgeübte Druck diese auf sehr direktem Wege zusammenzudrücken vermag.
Um den Schmerz noch zu verstärken, wurden mitunter zusätzlich Holzkeile von unterschiedlicher Länge und Dicke zwischen die Bretter geschlagen.
Bei verstärkter und verzögerter Anwendung ist der Schraubstiefel geeignet, schwere Gewebequetschungen, Blutungen, ein sogenanntes Muskelkompressionssyndrom, Knochenbrüche und bleibende Schäden herbeizuführen.
Das Instrument wurde zuerst in Spanien angewendet, war seit dem 16. Jahrhundert aber beinahe in ganz Europa verbreitet, jedoch bei den Inquisitions- und Hexenprozessen von eher untergeordneter Bedeutung. Er diente dort wohl fast ausschließlich der Territion.
Bis in die Mitte des 18. Jahrhunderts blieb der Spanische Stiefel in Europa noch in Verwendung. Preußen war der erste Staat, der dieses Folterinstrument abschaffte.
Im Wienerischen hinterließ die Folter mit dem Schraubstiefel den Ausdruck jemandem die Wadln firerichten („jemanden unsanft zu Wohlverhalten bringen“).